# Целий (трибун 87 пр.н.е.)
Целий (на латински: Caelius) e политик на Римската република през началото на 1 век пр.н.е.
Произлиза от фамилията Целии. Вероятно е роднина на Гай Целий Калд (народен трибун 107, консул 94 пр.н.е.).
През 87 пр.н.е. или 86 пр.н.е. Целий е народен трибун. Консули тази година са Гней Октавий и Луций Корнелий Цина.